# لون هرتز
لون هرتز (دانمارکی: Lone Hertz؛ زادهٔ ۲۳ آوریل ۱۹۳۹) بازیگر اهل دانمارک است.
از فیلم‌ها یا برنامه‌های تلویزیونی که وی در آن نقش داشته‌است، می‌توان به قصر اشاره کرد.